# Sanidastra yokotonensis
Sanidastra yokotonensis är en svampdjursart som beskrevs av Volkmer och Watanabe 1983. Sanidastra yokotonensis ingår i släktet Sanidastra och familjen Spongillidae.
Artens utbredningsområde är havet kring Japan. Inga underarter finns listade i Catalogue of Life.